# Jan Průcha
Jan Průcha (ur. 27 listopada 1934 w Pradze) – czeski pedagog. Specjalizuje się w dziedzinie pedagogiki porównawczej.
W 1992 r. habilitował się na Uniwersytecie Karola w Pradze, a w 1994 r. został mianowany profesorem. W 1995 r. został uhonorowany tytułem doktora honoris causa, przyznanym przez Uniwersytet w Turku (Finlandia).
Jest autorem szeregu publikacji książkowych z dziedziny pedagogiki. W przeszłości wykładał na Wydziale Filozoficznym Uniwersytetu Masaryka w Brnie. Obecnie (2014) pracuje jako niezależny ekspert.

## Wybrana twórczość
- Moderní pedagogika (2009)
- Přehled pedagogiky: úvod do studia oboru (2009)
- Pedagogický slovník (współautorstwo, 2009)
- Multikulturní výchova (wyd. 2, 2011)